# Bataille de Mabrukah
Guerre civile syrienne
Batailles
La bataille de Mabrukah se déroule du 22 au 27 septembre 2014 lors de la guerre civile syrienne.

## Déroulement
Le 22 septembre 2014, les Kurdes syriens des YPG attaquent les positions de l'État islamique, au sud-ouest de la ville de Ras Al-Aïn, ou Sêrékaniyé. Le combat s'engage au village de Mabrukah,. L'objectif des Kurdes est de distraire les djihadistes engagés dans une offensive contre Kobané et de progresser vers Tell Abyad.
Le 23 septembre, les Kurdes déclarent tenir les villages de Rawia et Dahma, ainsi que la petite ville de Mabrukah et avoir tué 40 djihadistes contre neuf morts dans leurs rangs.
Les combats s'entendent aux villages de al-Rewaya, al-Dahma, et Thamad. Au matin du 25 septembre, les pertes sont de 20 morts pour les YPG et 16 du côté de l'EI selon l'OSDH, en trois jours de combats. Les djihadistes détachent également des troupes engagées dans la bataille de Kobané pour prendre part aux affrontements de Mabrukah.
Le 27 septembre, les pertes des YPG en cinq jours de combats sont de 40 morts selon l'OSDH, dont plusieurs victimes de l'explosion d'un véhicule piégé kamikaze,

## Suites
Le 16 octobre, les YPG s'emparent de la colline de Zankat, à l'ouest de Ras Al-Aïn. 20 djihadistes sont tués par les combattants kurdes qui perdent deux hommes de leur côté,.
Le 12 novembre, les YPG s'emparent des villages de Kajo, Asforeyyih, Swaydeyyih, Barqa et Kwashilah après des combats avec les djihadistes de l'EI. Le 16 novembre, les YPG attaquent les villages de Mestriha et Felastin, sept hommes de l'EI sont tués dans une embuscade près de la colline Abo Baker. Le 19 novembre, des combats ont lieu entre Aalya et la colline de Tamer, les YPG attaquent aussi les villages de Mabrukah et al-Dahmaa.
Le 12 et le 13 décembre, les YPG lancent deux attaques sur la colline Abo Baker et le village de Rasm al-Hejja, au moins 16 djihadistes sont tués selon l'OSDH sans que les combattants kurdes ne subissent de pertes,.